# At the Gates of Utopia
At the Gates of Utopia è il secondo album degli Stormlord, pubblicato nel 2001.

## Tracce
1. Under the Samnites' Spears - 6:50
2. I Am Legend 5:08
3. Xanadu (A Vision in a Dream) 4:22
4. ...and Winter Was - 4:17
5. At the Gates of Utopia - 2:26
6. The Curse of Medusa  6:35
7. The Burning Hope - 6:21
8. A Sight Inwards - 4:40
9. The Secrets of the Earth - 6:18

## Formazione
- Cristiano Borchi - voce
- Pierangelo Giglioni - chitarra
- Francesco Bucci - basso, voce
- Simone Scazzocchio - tastiere
- David Folchitto - batteria

### Ospiti
- Volgar dei Xacrestani - voce, canto lirico e narrazione nelle tracce 1, 3 e 6